# 3312 Pedersen
3312 Pedersen è un asteroide della fascia principale. Scoperto nel 1984, presenta un'orbita caratterizzata da un semiasse maggiore pari a 3,0034063 UA e da un'eccentricità di 0,1220672, inclinata di 9,65135° rispetto all'eclittica.